# Martijn Maaskant
Martijn Maaskant (Zuidland, Nissewaard, 27 de juliol de 1983) va ser un ciclista neerlandès, professional des del 2003 fins al 2014. En el seu palmarès destaca la victòria que va aconseguir al Tour de Normandia.

## Palmarès
- 2003
  - Vencedor d'una etapa de l'Olympia's Tour
- 2006
  - Vencedor d'una etapa del Tour de Normandia
  - Vencedor d'una etapa de la Roserittet
- 2007
  - 1r al Tour de Normandia
  - 1r al Tour de Drenthe
  - Vencedor d'una etapa de l'Olympia's Tour
  - Vencedor d'una etapa del Circuit de Lorena
  - Vencedor d'una etapa del Circuito Montañés

### Resultats al Tour de França
- 2008. 133è de la classificació general
- 2009. 98è de la classificació general
- 2010. 139è de la classificació general

### Resultats a la Volta a Espanya
- 2009. 135è de la classificació general
- 2012. 150è de la classificació general